# Sophronica testacea
Sophronica testacea är en skalbaggsart som beskrevs av Charles Joseph Gahan 1898. Sophronica testacea ingår i släktet Sophronica och familjen långhorningar.
Artens utbredningsområde är Kenya. Inga underarter finns listade i Catalogue of Life.